# John Portsmouth Football Club Westwood
John Anthony Portsmouth Football Club Westwood, angleški nogometni navijač, * 1963, Liss, Hampshire, Anglija.
Westwood velja za eno najbolj ekscentričnih figur angleškega športa in za enega najprepoznavnejših angleških nogometnih navijačev. Svojo zvestobo nogometnemu klubu Portsmouth je med drugim izkazal celo s tem, da je ime kluba vključil kar v svoje ime.
Na telesu ima 60 Portsmouthovih tetovaž, podobo klubskega grba zabrito na glavi in kratico PFC vrgavirano v zobe. Na tekmah Portsmoutha ves čas zvoni s svojim zvoncem, kot del znane melodije Pompey Chimes. Znan je po tem, da na stadione prihaja z visokim dimniku podobnim klobukom, kodrasto modro lasuljo, likalnikom in ročnim zvoncem.

## Življenje
Rodil se je v Lissu, Hampshire, Anglija. Tekme Portsmoutha je pričel obiskovati leta 1976. Skladno z njegovo zvestobo in pripadnostjo klubu je raslo tudi število njegovih navijaških rekvizitov. Leta 1989 je spremenil svoje ime, iz John Anthony Westwood v John Anthony Portsmouth Football Club Westwood. Vse odtlej velja za najprepoznavnejšega Portsmouthovega privrženca.
Čeprav so ga mnogi prepoznali kot neizmerno zvestega navijača, ima njegova navijaška evforija tudi slabe strani. Septembra 2002 so ga tako vrgli z Gillinghamovega stadiona Priestfield Stadium, zaradi česar so Westwooda na eni od spletnih strani Portsmouthovih navijačev pokritizirali kot »pijanskega nasilneža.«  Izjavo so na strani dva dni pozneje umaknili in objavili opravičilo, rekoč da so »šli predaleč.« 
Leta 2003 so Westwooda prikazali v sklopu BBC-jevega socialno-antropološkega projekta Video Nation. Leta 2004 je v Parizu delujoči fotograf Andrew McLeish na temo moških, strasti in nogometa posnel fotoreportažo z naslovom Fan de foot. So British! V tej fotoreportaži se je McLeish osredotočil prav na Westwooda in kasneje celo osvojil nagrado fotografskega natečaja »Prix du Public« s strani francoske revije Paris Match.
Westwood je od smrti očeta Franka januarja 2006 družabnik v družinskem podjetju. Dnevni kruh mu sicer prinaša delo v antikvariatu Knjigarna Petersfield, ki se nahaja v središču mesta Petersfield.
Leta 2007 je Westwood izdal knjigo z naslovom The True Pompey Fan's Miscellany. Pojavil se je tudi na naslovnici knjige Chucka Culpepperja Up Pompey iz leta 2007, ameriškem vpogledu v angleško navijaško kulturo. Septembra 2007 ga je televizijska hiša Sky Sports povabila k sodelovanju na dobrodelni nogometni tekmi Premier League Allstars, na kateri je nastopil kot slavni navijač Portsmoutha.
Leta 2008 se je Portsmouth uvrstil v finale FA Cupa in ga prvič v zgodovini tudi osvojil (gre tudi za prvo lovoriko v klubski zgodovini). Westwood je moral ta zgodovinski dosežek kluba pospremiti brez svojih običajnih navijaških rekvizitov, saj mu jih niso dovolili prinesti na stadion Wembley Stadium.
»Gre za precej razdvojeno situacijo. Ko grem na lokalni knjižni sejem, skrijem svoje tetovaže in oblečem obleko. Največkrat se s prodajalci knjig zapletem v pogovor o Portsmouthu in dostikrat ugotovim, da imajo oni celo več tetovaž kot jaz sam.«— Westwood o svoji službi, tetovažah in Portsmouthu
Westwooda so leta 2003 izgnali s stadiona Portsmouthovega glavnega rivala Southamptona, stadiona St Mary's Stadium. Ko so mu na takratnem derbiju varnostniki veleli, naj se usede, je njihove zahteve pričel vztrajno odklanjati in naposled celo uriniral na sedeže. Kljub temu incidentu je bil 13. februarja 2010 med množico, ki je pospremila Portsmouthovo zmago nad Southamptonom s 4–1 v 5. krogu pokalnega tekmovanja FA Cup 2009/10.
Leta 2008 je Westwoodov portret, ki ga je ustvaril umetnik Karl Rudziak, osvojil prvo mesto na Odprtem umetniškem tekmovanju Portsmoutha. Februarja 2009 so nato sliko uvrstili v razstavo BP Portrait Awards v Narodni portretni galeriji v Londonu, kjer je bila razstavljena od junija do septembra. 28. septembra 2009 je razstava pričela z državno turnejo, začenši v Mestni umetnostni galeriji v Southamptonu. Razstava je hitro naletela na ogorčenje privržencev Southamptona, ki so zahtevali odstranitev slike.
Rudziak je izjavil, da je med ustvarjanjem portreta vse bolj ugotavljal, da Westwoodove tetovaže in oprava niso zgolj metoda za pridobivanje pozornosti, temveč način poglobitve njegove globoke strasti do nogometnega kluba Portsmouth in izražanja njegove notranjosti.